# Арка главного входа ВДНХ

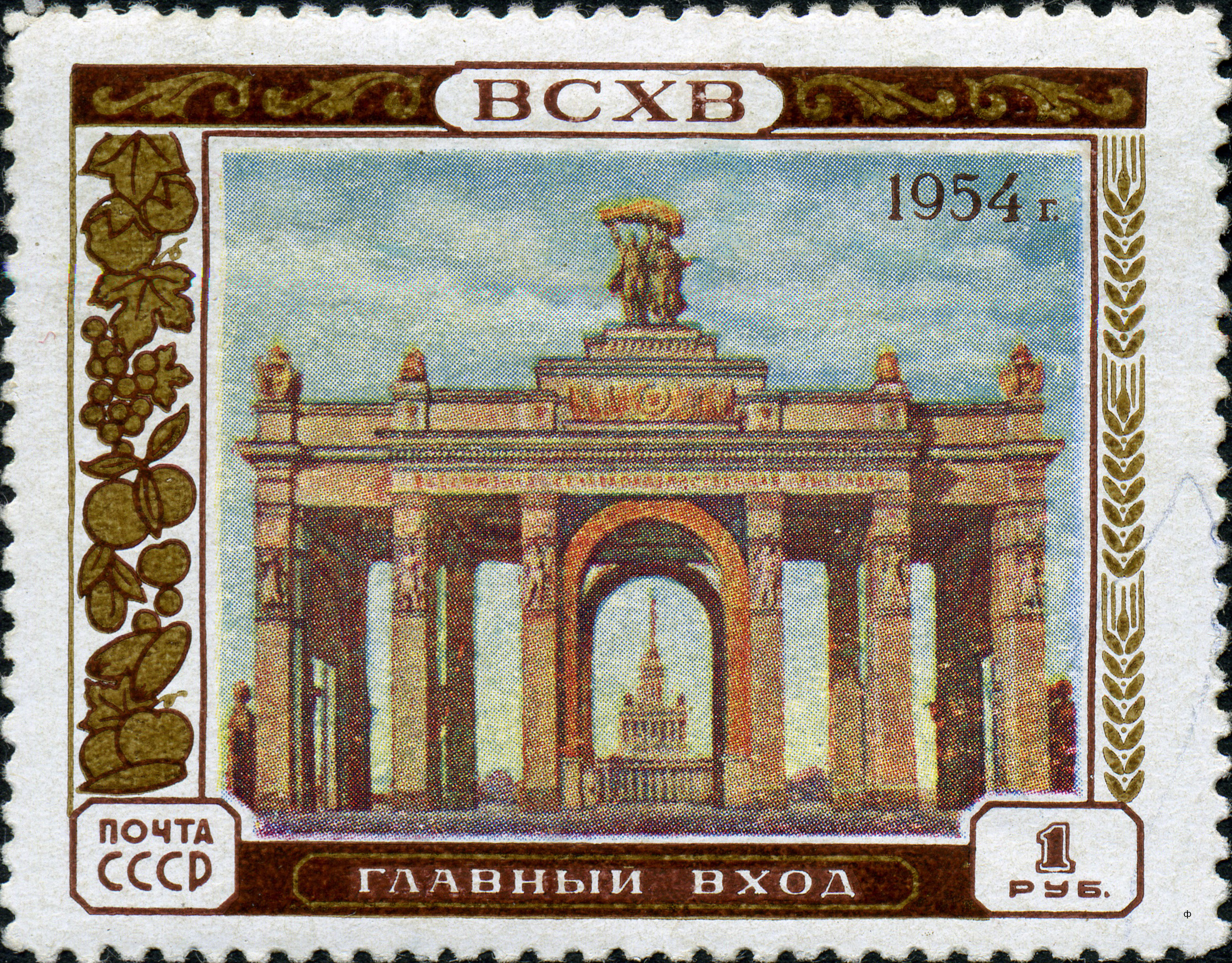
Марка СССР 1954 г.

Арка Главного входа ВДНХ — парадный вход на Выставку достижений народного хозяйства, расположенный со стороны проспекта Мира и станции метро «ВДНХ». Арка построена в 1951—1954 годах.

## История
Главный вход был построен в 1951—1954 годах в ходе послевоенной реконструкции выставки (изначально главным являлся нынешний Северный вход). Он представляет собой триумфальную арку, которая, помимо украшения главного входа на выставку, также символизирует победу Советского Союза в Великой Отечественной войне. Автором проекта стал архитектор Иннокентий Мельчаков. Арка оформлена в стиле сталинского ампира. Состоит из шести пар колонн, завершённых антаблементом, и открывает перспективу Центральной аллеи ВДНХ, в противоположном конце которой расположен Главный павильон выставки. Колонны украшены барельефами с изображениями представителей сельскохозяйственных профессий (скульптор — Георгий Мотовилов). На фризе над центральным проёмом арки расположен барельеф с изображением герба СССР в окружении знамён. Венчает арку скульптура «Тракторист и колхозница» (скульптор — Сергей Орлов), олицетворяющая промышленность и сельское хозяйство. Люди, изображённые в скульптуре, держат над головой (тракторист — обеими руками, колхозница — одной) сноп колосьев. Скульптура выполнена из бетона (за исключением латунного снопа колосьев), и облицована золотой смальтой. С учётом скульптурной композиции высота арки Главного входа составляет 32 метра. К арке также пристроены два симметричных крыла, образующих полукруг.
В 2017—2018 годах была произведена реставрация арки. Арка Главного входа является одним из наиболее узнаваемых сооружений ВДНХ, и к 75-летию выставки стала её символом, будучи изображена на её официальном логотипе.